# Rubbestadneset
Rubbestadneset är en tätort i Bømlo kommun i Vestland fylke i västra Norge. Orten är belägen på nordostsidan av ön Bømlo och hade 1 313 invånare den  1 januari 2022.